# Музей на Македония (Скопие)
Националната институция „Музей на Македония“ – Скопие (на македонска литературна норма: Национална установа „Музеј на Македонија“ – Скопје) в Скопие е най-големият музей в Северна Македония. Представлява комплексен музей: състои се от археологически, етноложки, исторически отдели и отдел за изкуство. Днес тя се намира в края на старата чаршия, под Скопското кале.

## История
Първият Археологически музей в Македония е създаден през 1924 година, а през 1945 година е създаден Народен музей в СР Македония. Музейната колекция е настанена в Куршумли хан и в една сграда на крепостта Кале, която е разрушена в катастрофалното земетресение през 1963 година.
През 1949 година специалните служби в Народния музей се трансформират в Археологически музей на Македония и Етноложки музей на Македония. Началото на историческия отдел датира от 1952 година. През 1953 година е основан Историческият музей на Македония с формирането на специален отдел за изследване на Илинденското въстание от 1903 година. През 1976 година е построен музейният комплекс, в който и днес се помещава Музеят на Македония, чиято обща площ възлиза на 9560 квадратни метра. През 1984 година трите музея се интегрират в сложна институция Музей на Македония – Археологически, етноложки и исторически.

## Сграда
Сградата на музея от 1976 година, дело на архитект Мимоза Томич, е обявена за културно наследство на Северна Македония.